# Дары (Тверская область)
Дары́ — деревня в Торжокском районе Тверской области. Относится к Ладьинскому сельскому поселению.
Расположено на реке Шостка в 42 км к югу от города Торжка.
Население по переписи 2002 года — 29 человек, 13 мужчины, 16 женщины.

## История
В конце XIX-начале XX века деревня Дары располагалась на почтовой дороге Торжок — Старица (до Старицы — 17,5 верст) и была центром Дарской волости Старицкого уезда Тверской губернии. В 1859 году в казённой деревне Дары 39 дворов, 367 жителей, она в приходе Преображенской церкви села Холохольня. В 1886 году в Дарскую волость входили более 50 населённых пунктов (2102 двора) с 12759 жителями (самая населённая волость в уезде), в деревне Дары — 70 дворов, 503 жителя.
По переписи 1920 года в деревне 571 житель, в 1921 году Дары — центр одноимённого сельсовета и волости Старицкого уезда, в 1925 году — центр сельсовета Высоковской волости Новоторжского уезда.
В 1936—1963 годах деревня Дары центр сельсовета Высоковского района Калининской области.
Во время Великой Отечественной войны деревня была оккупирована в октябре 1941 года, освобождена в конце декабря того же года. На фронтах (1941—1945) погибли 19 уроженцев деревни.
В 1997 году — 21 хозяйство, 44 жителя.